# Крутоярка (Днепропетровская область)
Крутоярка (укр. Крутоярка) — село (до 2024 года — посёлок) в Васильковской поселковой общине Синельниковского района Днепропетровской области Украины.
Код КОАТУУ — 1220787707. Население по переписи 2001 года составляло 23 человека.
4 июня 2024 года по решению кабинета министров Украины населённый пункт получил статус села.

## Географическое положение
Село находится на левом берегу реки Соломчина, выше по течению на расстоянии в 2 км расположено село Аврамовка, ниже по течению на расстоянии в 2 км расположено село Червоная Долина. Река в этом месте пересыхает, на ней сделана большая запруда. Через посёлок проходит железная дорога, станция Крутоярка.